# Prehrambeno-biotehnološka fakulteta v Zagrebu
Prehrambeno-biotehnološka fakulteta (izvirno hrvaško Prehrambeno-biotehnološki fakultet u Zagrebu), s sedežem v Zagrebu, je fakulteta, ki je članica Univerze v Zagrebu.